# Locate Varesino
Locate Varesino (bis 1863 einfach Locate) ist eine norditalienische Gemeinde (comune) in der Provinz Como in der Lombardei.

## Lage und Einwohner
Die Gemeinde liegt rund 30 Kilometer südwestlich von der Provinzhauptstadt Como am Gradaluso, etwa 19 Kilometer südöstlich von Varese und etwa 35 Kilometer nordwestlich von Mailand. Locate Varesino grenzt unmittelbar an die Provinz Varese und hat 4325 Einwohner (Stand 31. Dezember 2023). 
Die Nachbargemeinden sind Cairate (VA), Carbonate, Fagnano Olona (VA), Gorla Maggiore (VA) und Tradate (VA).

## Verkehr
Der Bahnhof der Gemeinde, der auch zusätzlich den Namen der Nachbargemeinde Carbonate trägt, liegt an der Bahnstrecke Saronno–Laveno. Durch die Gemeinde führt die frühere Staatsstraße 233 (heute eine Provinzstraße) von Mailand zur schweizerischen Grenze.

## Sehenswürdigkeiten
- Pfarrkirche Santi Quirico e Giulitta (1923)[3]
- Kirche Sant’Agostino (17. Jahrhundert)[4]
- Cascina la Trionfina (15. Jahrhundert)[5]

## Persönlichkeiten
- Agostino Comerio (* 12. Mai 1784 in Locate; † 5. August 1834 in Recoaro Terme), Maler, Bildhauer und Kupferstecher[6][7]